# ایرکام اینترنشنال
ایرکام اینترنشنال یک شرکت مشاوره مدیریت شبکه‌های مخابراتی است که بر برنامه‌ریزی، اشتراک‌گذاری، برون‌سپاری و بهینه‌سازی اُاِس‌اِس به صورت انتها به انتها در شبکه‌های آی‌پی و سلولی تمرکز دارد. این شرکت در ماه مه ۱۹۹۵ تأسیس شد و دفتر مرکزی آن در لیدرهید نزدیک لندن است و در ۱۷ کشور جهان شعبه دارد.
فعالیت‌ها
ایرکام به عنوان یک شرکت خصوصی، با بسیاری از اپراتورهای بی‌سیم برای ارتقا و بهینه‌سازی شبکه‌ها در مسیر مهاجرت از 2G به 3G، 4G و 5G همکاری می‌کند. این شرکت خدمات مختلفی دارد؛ از جمله:
- برنامه‌ریزی شبکه: طراحی و برنامه‌ریزی شبکه‌های مخابراتی برای افزایش کارایی و ظرفیت
- اشتراک‌گذاری شبکه: بهینه‌سازی استفاده از منابع شبکه با اشتراک‌گذاری زیرساخت‌ها بین اپراتورهای مختلف
- برون‌سپاری: برون‌سپاری وظایف مدیریت شبکه به متخصصان خارجی برای کاهش هزینه‌ها و افزایش کارایی
- بهینه‌سازی اُاِس‌اِس: بهینه‌سازی سیستم‌های پشتیبانی عملیاتی (اُاِس‌اِس) برای بهبود عملکرد شبکه و تجربه کاربری

تاریخچه
- ۱۹۹۵: تأسیس ایرکام اینترنشنال
- ۲۰۱۳: تئوکو[پ]، یک شرکت نرم‌افزاری مخابراتی مستقر در فیرفاکس، ویرجینیا، ایرکام اینترنشنال را به مبلغی نامعلوم خریداری کرد.[۱]